# Uemura Shōen

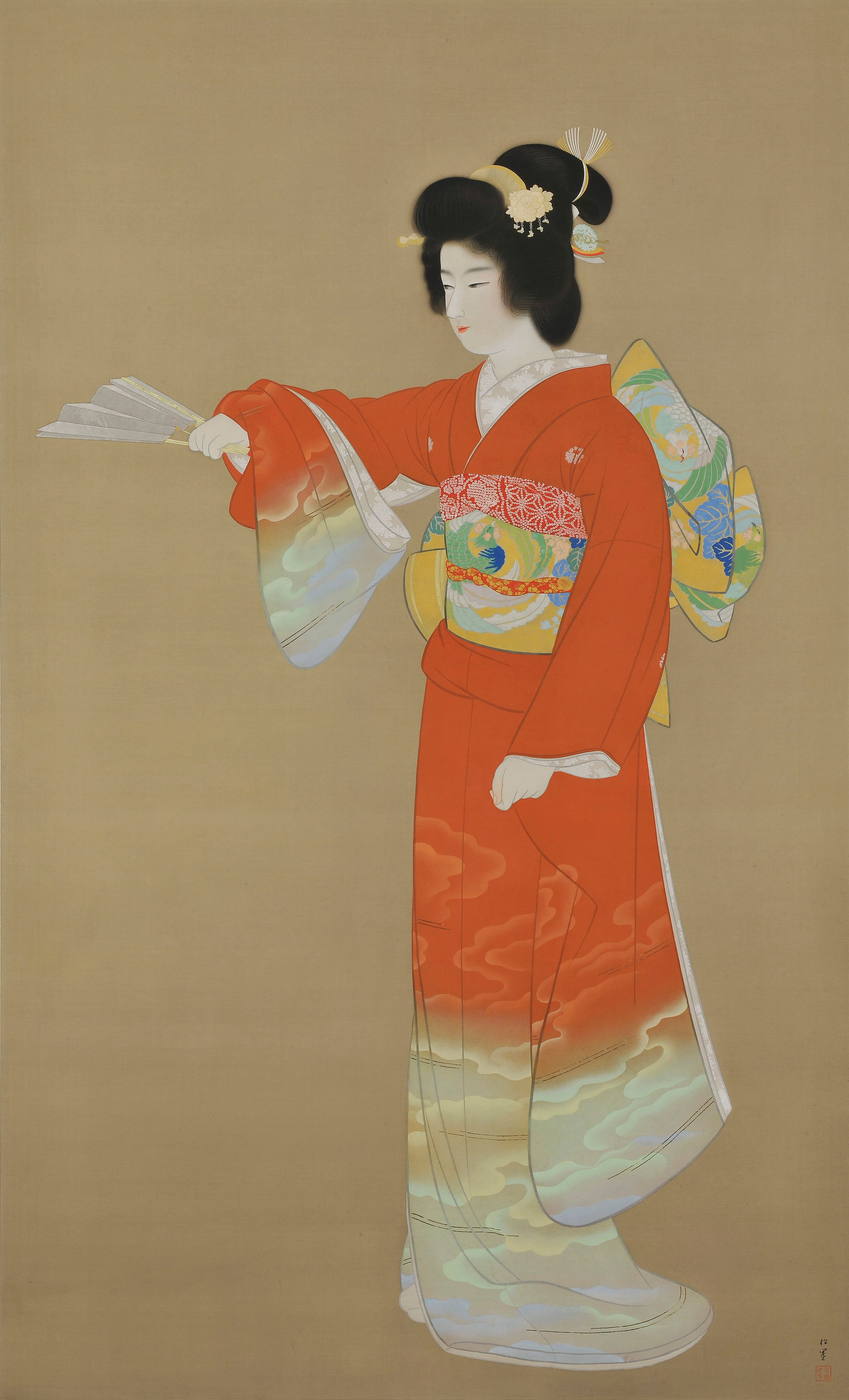
Jo-no-Mai (1936).

Uemura Shōen, 上村 松園, född 23 april 1875, död 27 augusti 1949, var pseudonymen för den japanska konstnären Uemura Tsune. Hon var verksam under perioderna Meiji, Taishō och Shōwa och blev främst känd för sina bijinga-målningar av vackra kvinnor i den traditionella nihonga-stilen. Uemura Shōen utförde även historiemålningar.